# Mayetiola agrostivora
Mayetiola agrostivora är en tvåvingeart som beskrevs av Meyer 1985. Mayetiola agrostivora ingår i släktet Mayetiola och familjen gallmyggor. Inga underarter finns listade i Catalogue of Life.